# Horse Head
Horse Head är en udde i Sydgeorgien och Sydsandwichöarna (Storbritannien). Den ligger i den nordvästra delen av Sydgeorgien och Sydsandwichöarna.
Terrängen inåt land är huvudsakligen kuperad, men åt sydväst är den bergig. Havet är nära Horse Head åt nordost.  Trakten runt Horse Head är nära nog obefolkad, med mindre än två invånare per kvadratkilometer.